# آن نوئه
آن نوئه (انگلیسی: Anne Noë؛ زادهٔ ۱۳ آوریل ۱۹۵۹) بازیکن فوتبال اهل بلژیک است.
از باشگاه‌هایی که در آن بازی کرده‌است می‌توان به باشگاه فوتبال استاندارد لیژ اشاره کرد.
وی همچنین در تیم ملی فوتبال زنان بلژیک بازی کرده‌است.